# Maskierungszeichen
Das Maskierungszeichen ist ein bestimmtes Zeichen, das verhindert, dass das nachfolgende Zeichen vom ausführenden Programm als Funktionszeichen erkannt wird. Maskierungszeichen sind generell notwendig in textbasierten Formaten, wenn Funktionszeichen auch Teil des eigentlichen Inhalts sein können, und daher z. B. gebräuchlich in HTML-, CSV-, EDIFACT- und Registrierungs-Dateien.

## Funktionsweise
Wenn ein Programm eine Datei liest, können in Abhängigkeit von Funktionszeichen bestimmte Aktionen des Programmes gesteuert werden.
Wenn ein Funktionszeichen in der Datei auftritt, welches aber nicht als Funktionszeichen, also als Befehl, aufgefasst werden soll, sondern als Datum, dann wird ihm ein Maskierungszeichen vorangestellt.
Das Programm, die Funktionszeichen sowie das Maskierungszeichen sind aufeinander abgestimmt: Nur wenn Programm und Datei zusammengehören, werden die Funktionen ausgeführt. Andererseits gibt es Quasistandards; z. B. ist der Backslash (\) ein übliches Maskierungszeichen, so dass man folgende Beispiele formulieren kann:
| \" | doppeltes ASCII-Anführungszeichen, wenn dieses eine steuernde Bedeutung hat |
| \' | einfaches ASCII-Anführungszeichen, wenn dieses eine steuernde Bedeutung hat |

Das Maskierungszeichen selbst ist ein Funktionszeichen. Es wird also nicht dargestellt, sondern steuert die Bedeutung des nachfolgenden Zeichens. Um trotzdem auch das Maskierungszeichen als Datenzeichen eingeben zu können, ist es üblich, ihm durch ein weiteres vorangestelltes Maskierungszeichen die Funktion zu nehmen. Wenn also im Text zwei solche Zeichen nacheinander auftreten, wird der Datenblock um ein Maskierungszeichen erweitert.
Beispiel:
| \\ | ein Backslash, da Maskierungszeichen häufig selbst maskiert werden müssen |